# 433년

## 연호
- 유송(劉宋) 원가(元嘉) 10년
- 북위(北魏) 연화(延和) 2년
- 북량(北凉) 의화(義和) 3년 / 승화(承和) 원년
- 북연(北燕) 태흥(太興) 3년

## 기년
- 유송(劉宋) 문제(文帝) 10년
- 북위(北魏) 태무제(太武帝) 10년
- 신라(新羅) 눌지 마립간(訥祗麻立干) 17년
- 고구려(高句麗) 장수왕(長壽王) 21년
- 백제(百濟) 비유왕(毗有王) 7년

## 사건
- 백제와 신라가 동맹을 맺었다(나 · 제 동맹).
- 신라, 미사흔 세상을 떠남.